# Tropico 3
Tropico 3 è un videogioco gestionale, uscito il 9 novembre 2009. È il secondo sequel di Tropico. Il gioco è stato sviluppato da Haemimont Games e pubblicato da Kalypso Media.

## Ambientazione
Il prodotto richiede al giocatore di immedesimarsi nel presidente di un immaginario stato caraibico, caratterizzato da una notevole instabilità politica, sociale ed economica, volta a rappresentare una cosiddetta Repubblica delle Banane.
La versione per macOS è stata rilasciata nel gennaio 2012, ad opera di by Feral Interactive, la quale il 18 dicembre 2018 ha pubblicato una versione del gioco ridisegnata per iPad, con il titolo di Tropico. Feral Interactive ha anche realizzato una versione per iPhone rilasciata il 30 aprile 2019, con la versione per Android pubblicata invece il 5 settembre 2019.

## Modalità di gioco

Una scena del gameplay

Il Presidente, il quale può essere creato tramite l'utilizzo di un apposito editor, oppure scelto fra una vasta gamma di personaggi di spicco dell'America Latina (fra i quali è possibile citare Evita Perón, Che Guevara e Augusto Pinochet), ha il compito di gestire la propria Nazione dal punto di vista edilizio, politico, sociale ed amministrativo mediante la costruzione di edifici e l'emanazione di vari editti. Inoltre, gli orientamenti politici del Presidente influenzeranno gran parte dei rapporti internazionali, in particolar modo con gli Stati Uniti e l'Unione Sovietica, in quanto il gioco è ambientato durante gli anni comprendenti la Guerra Fredda. Il gioco ha anche una radio. Juanito, il conduttore della locale Tropico news Today ci accompagnerà durante il tempo di gioco.
Il gioco fornisce la possibilità di avviare due tipi di partita:
- Modalità campagna: questa è la parte principale del gioco. Consiste in 15 missioni, una diversa dall'altra, con differenti obiettivi.
- Modalità libera: consiste nello scegliere un'isola a piacere e svilupparla senza particolari obiettivi da superare.